# Федотов, Михаил Александрович
Михаи́л Алекса́ндрович Федо́тов (род. 18 сентября 1949, Москва) — советский и российский юрист, политик, государственный деятель и правозащитник.
Министр печати и информации Российской Федерации (1992—1993). Постоянный представитель Российской Федерации при ЮНЕСКО (1993—1998). Председатель Совета при президенте Российской Федерации по развитию гражданского общества и правам человека (2010—2019). Советник президента Российской Федерации (2010—2019).
Действительный государственный советник Российской Федерации 2 класса (2011), чрезвычайный и полномочный посол (1994). Бывший член политсовета партии «Союз правых сил». Секретарь Союза журналистов России (с 1998).

## Образование
Родился в семье потомственных юристов. В 1966 году поступил на юридический факультет Московского государственного университета имени М. В. Ломоносова, однако в 1968 году был отчислен за участие в правозащитном движении. По настоянию ряда профессоров восстановлен на вечернем отделении университета, одновременно работал журналистом в газетах «Вечерняя Москва», «Социалистическая индустрия», журналов «Лесная новь», «На боевом посту».
Окончил юридический факультет МГУ (1972), аспирантуру Всесоюзного юридического заочного института (1976). Кандидат юридических наук (1976; тема диссертации: «Свобода печати — конституционное право советских граждан»). Доктор юридических наук (1989; тема диссертации: «Средства массовой информации как институт социалистической демократии (государственно-правовые проблемы)»). Профессор.

## Научная и законопроектная деятельность
В 1976—1990 годах преподавал во Всесоюзном юридическом заочном институте: преподаватель, доцент, профессор кафедры государственного права. Организовал и являлся бессменным Научным руководителем Студенческой научно-исследовательской лаборатории государствоведческих проблем (СНИЛ ВЮЗИ), проводившей первые в СССР анкетные социологические исследования общественного мнения граждан страны по вопросам гласности и демократизации общества.
Из числа участников СНИЛ ВЮЗИ вышли многие видные российские юристы, в том числе:
- Батурин, Юрий Михайлович, российский космонавт, бывший помощник президента России;
- Близнец, Иван Анатольевич, ректор Российского государственного института интеллектуальной собственности, доктор юридических наук, профессор;
- Краснов, Михаил Александрович, бывший помощник президента России;
- Смыков, Игорь Александрович, российский политический и общественный деятель, в 1987—1990 годах — учёный секретарь СНИЛ ВЮЗИ;
- Тосунян, Гарегин Ашотович, президент Ассоциации российских банков;
- Энтин, Владимир Львович, российский государственный и политический деятель.

Вместе с Ю. М. Батуриным и В. Л. Энтиным создал новый жанр юридической научной литературы — инициативные авторские законопроекты. Один из авторов «Закона о печати СССР». В этом жанре (в соавторстве) создал проекты законов «О печати и других средствах массовой информации» (ликвидировавшего предварительную цензуру), «Об общественных объединениях», «О средствах массовой информации», «Об архивном деле и архивах», «Об издательском деле». Возглавлял рабочую группу по подготовке проекта закона «Об авторском праве и смежных правах».
Вице-президент и член президиума Фонда ИНДЕМ. Руководитель кафедры ЮНЕСКО по авторскому праву и другим отраслям права интеллектуальной собственности. Эксперт программы TACIS по интеллектуальной собственности.

## Государственная деятельность

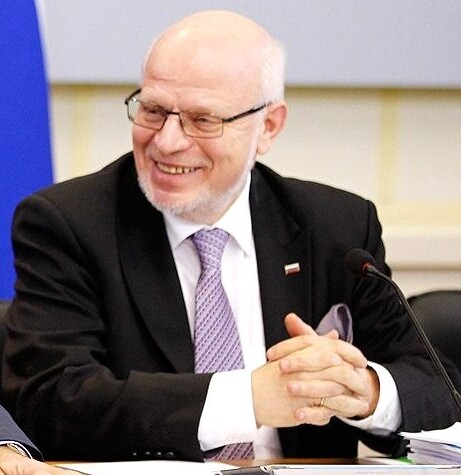
Михаил Федотов перед началом заседания Совета по развитию гражданского общества и правам человека 15 марта 2012 года

- В сентябре 1990 — мае 1992 года — заместитель министра печати и массовой информации России.
- В феврале 1992 года инициировал создание и возглавил Российское агентство интеллектуальной собственности при Президенте Российской Федерации.
- В декабре 1992 — августе 1993 года — министр печати и информации России. Летом 1993 года вёл борьбу против внесения Верховным Советом поправок в закон России «О средствах массовой информации». После голосования по этим поправкам подал в отставку.
- В сентябре 1993 — январе 1998 года — постоянный представитель России при ЮНЕСКО. Имеет дипломатический ранг чрезвычайного и полномочного посла.
- Кандидатура Михаила Федотова на должность судьи Конституционного суда дважды отклонялась: в 1991 году Пятым Съездом народных депутатов РСФСР[4][5], в 1997 году — Советом Федерации[6].

Являлся представителем президента России на процессах в Конституционном суде по делу КПСС, по делу Фронта национального спасения, а также по делу о введении Съездом народных депутатов Российской Федерации наблюдательных советов на государственном телерадиовещании. Неоднократно представлял президента на Съездах народных депутатов и в Верховном Совете. Представитель правительства России в Конституционном совещании, член президентской рабочей группы по проекту Конституции.

## Общественная деятельность
В августе 1993 года инициировал создание Российского авторского общества (РАО). В 1993—1995 годах — председатель Авторского совета, президент РАО. С мая 1998 года — секретарь Союза журналистов России и сопредседатель Общественной коллегии по жалобам на прессу. Один из создателей Кодекса профессиональной этики журналиста.
Член Международного консультативного совета ЮНЕСКО по культуре мира. В 2003 году — сопредседатель наблюдательного совета по соблюдению договора о честных выборах. Член попечительского совета Российского фонда свободных выборов. Преподаёт в Высшей школе экономики.
Распоряжением президента России от 6 декабря 2018 года назначен руководителем рабочей группы по координации деятельности, направленной на реализацию Концепции государственной политики по увековечиванию памяти жертв политических репрессий.
Федотов называет себя «демократом», он убеждён, что «высшая форма демократии — это абсолютная диктатура настоящего демократа».

## Политическая деятельность
Был членом федерального политсовета партии «Союз правых сил». С 2004 года — член Комитета «2008: Свободный выбор».

## Десталинизация
После назначения на пост руководителя Совета при президенте РФ по правам человека Михаил Федотов заявил, что одной из главных задач Совета он видит «десталинизацию общественного сознания».
1 марта 2011 года Совет при Президенте Российской Федерации по развитию гражданского общества и правам человека обнародовал проект по «десталинизации» российской истории XX века. Михаил Федотов так прокомментировал проект:

Ни одно нормальное общество не может развиваться, если в нём нет общественного консенсуса в отношении главных ценностей. Например, о добре и зле, о свободе и равноправии. Надо зафиксировать: тоталитаризм — это зло, поскольку он исходит из того, что человек — это средство для достижения любой цели режима.

Предложенная программа вызвала противоречивые отклики в российском обществе. В поддержку программы высказались лидер партии «Яблоко» Сергей Митрохин, политик Владимир Рыжков, доктор исторических наук Андрей Зубов. Премьер-министр Литвы Андрюс Кубилюс приветствовал предложение Совета по правам человека при Президенте РФ о признании ответственности СССР за геноцид и Вторую мировую войну, назвал его «попыткой честно взглянуть на свою историю и совесть». Положительно оценил деятельность Федотова в этой области министр иностранных дел Литвы.

## Критика
Критическую позицию по отношению к предложенной программе десталинизации заняли члены Президентского Совета по развитию гражданского общества и правам человека Эмиль Паин и Алексей Пушков, поскольку, по их мнению, эта программа не может служить национальному примирению в современной России и ведет к национальному размежеванию.
Ряд экспертов, историков и политиков крайне негативно оценили программу «десталинизации» и деятельность Федотова.
Председатель ЦК КПРФ Геннадий Зюганов заявил, что Федотов «несёт личную ответственность за беды, обрушившиеся на Россию», а возглавляемый им Совет подобен зарубежным «русофобским центрам».
Согласно опросу ВЦИОМ, результаты которого были опубликованы в апреле 2011 года, курс на «десталинизацию» поддерживают 26 % россиян. Остальные считают «десталинизацию» пустословием и мифотворчеством. При этом результаты опроса свидетельствует о том, что всё больше россиян считают, что роль Сталина в истории страны была скорее положительной (рост с 15 % в 2007 году до 26 % в апреле 2011 года), а тех, кто уверен в обратном, напротив, становится все меньше (снижение с 33 % в 2007 году до 24 % в апреле 2011 года соответственно). Полученные результаты также свидетельствуют, что большинство россиян считают «десталинизацию» мифом, не имеющим ничего общего с реальными задачами, стоящими перед страной, и полагают, что в случае реализации десталинизация просто исковеркает историческое сознание, сделает его однобоким (45 %).
Гендиректор ВЦИОМ Валерий Фёдоров так прокомментировал эти результаты: «чем больше наши доморощенные десталинизаторы будут заниматься десталинизацией, тем хуже будет отношение к ним — и тем лучше будет отношение к Сталину».

## Семья
Жена — Мария Михайловна Федотова (род. 30.06.1954), лингвист-переводчик, дочь актёра Михаила Глузского.
Сын Александр (род. 20.08.1979), юрист. Дочь Ксения (род. 27.01.1977), юрист.

## Награды
- Орден Дружбы (25 октября 2014) — за большой вклад в развитие институтов гражданского общества и обеспечение защиты прав и свобод человека и гражданина[25]
- Заслуженный юрист Российской Федерации (1999).
- Лауреат премии Правительства Российской Федерации в области печатных средств массовой информации (30 ноября 2009)[26]
- Лауреат премии Союза журналистов СССР (1990).
- Медаль ЮНЕСКО в честь 50-летия Всеобщей Декларации прав человека (1999)
- Медаль Русской православной церкви святого благоверного князя Даниила Московского (1997).
- Премия Егора Гайдара, присуждаемая Фондом Егора Гайдара, «за действия, способствующие формированию гражданского общества» (2016)[27].
- Премия Московской Хельсинкской группы в области защиты прав человека в номинации «За исторический вклад в защиту прав человека и в правозащитное движение» (2021)[28].
- Премия имени Йозефа Хааза (2021)[29].

## Труды
Автор около 100 книг и статей по проблемам прав человека и конституционализма, интеллектуальной собственности и международного гуманитарного сотрудничества, в том числе:
- Конституционный статус советского гражданина (вопросы теории). М., 1982.
- Советы и пресса. М., 1989.
- Черновик серьёзного текста (Пособие для самозваных законописцев с альтернативными вариантами). М., 1995.
- Законы и практика средств массовой информации в Европе, Америке и Австралии. М., 1996.
- Законодательство Российской Федерации о средствах массовой информации. М., 1996.
- Право массовой информации в Российской Федерации. М., 2002.
- Закон о СМИ: на перекрестке веков и мнений. М., 2004 (в соавторстве).